# Streetheart
Streetheart var ett kanadensiskt rockband bildat 1977. Gruppen var mest aktiv under 70- och 80-talet. 

## Bandmedlemmar
Nuvarande medlemmar
- Daryl Gutheil – keyboard (1977–)
- Ken 'Spider' Sinnaeve – basgitarr (1977–1985, 2019–)
- Jeff Neill – gitarr (1981–1984, 2003–)
- Paul McNair – sång (2018–)
- David Langguth – trummor (2019–)

Tidigare medlemmar
- Kenny Shields – sång (1977–2017; död 2017)
- Paul Dean – gitarr (1977–1979)
- Matt Frenette – trummor (1977–1979)
- John Hannah – gitarr (1979–1981)
- Herb Ego – trummor (1979–1983)
- Billy Carmassi – trummor (1983)
- Bruce Crump – trummor (1983–1984)
- Lou Petrovich – gitarr (1990-talet)
- Brent Fitz – trummor (1993–1996)
- Chris Sutherland – trummor
- Tim Sutton – trummor (2005–2016)
- Bruce "Jake" Jacobs – basgitarr (2005–2016)
- Dylan Hermiston – trummor

## Diskografi
Studioalbum
- 1978 – Meanwhile Back in Paris
- 1979 – Under Heaven over Hell
- 1980 – Drugstore Dancer
- 1980 – Quicksand Shoes
- 1982 – Streetheart
- 1983 – Dancing with Danger
- 1984 – Buried Treasure

Livealbum
- 1983 – Live After Dark

EP
- 1978 – 12 Incher
- 1979 – Under My Thumb

Singlar
- 1979 – "Here Comes the Night" / "Fight to Survive"
- 1979 – "Under My Thumb (Edit)" / "Star"
- 1980 – "Draggin You Down (Edit)" / "Highway Isolation"